# Opoptera bracteolata
Opoptera bracteolata är en fjärilsart som beskrevs av Stichel Opoptera. Opoptera bracteolata ingår i släktet Opoptera och familjen praktfjärilar. Inga underarter finns listade i Catalogue of Life.